# Deutsche Bibliothek Helsinki
Die Deutsche Bibliothek Helsinki (finnisch: Saksalainen kirjasto) befindet sich im Zentrum von Helsinki, etwas südlich der Esplanade im Stadtteil Kaartinkaupunki. Sie besitzt eine Sammlung von über 40.000 deutschsprachigen Büchern und Zeitschriften.

## Geschichte

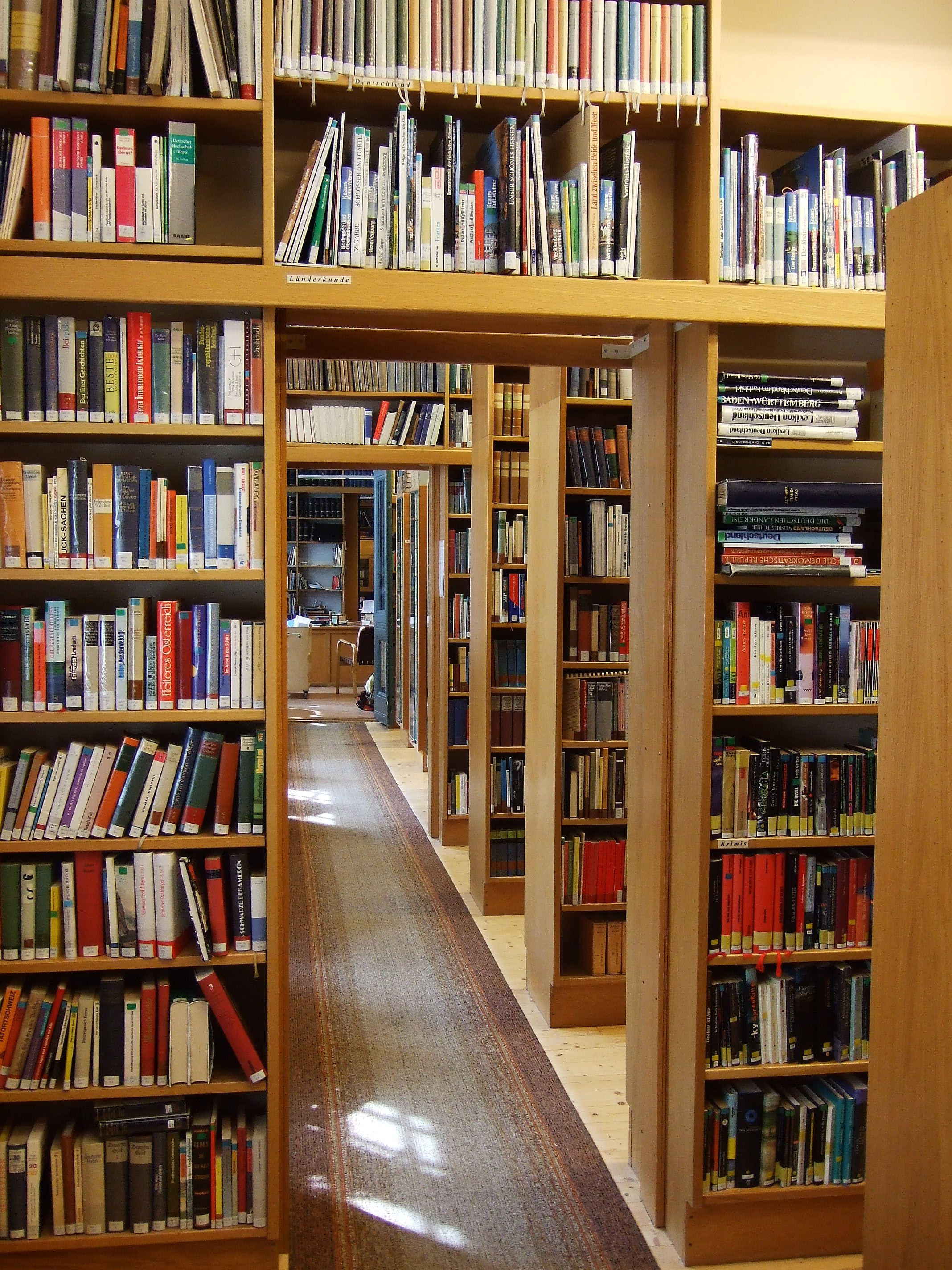
Deutsche Bibliothek Helsinki

Die Bibliothek entstand im 19. Jahrhundert durch Privatinitiative. 12 deutschsprachige Familien bildeten 1877 einen Lesering. Jedes Mitglied erwarb mindestens ein Buch pro Jahr, das dann reihum ging. Es handelte sich um die Familien Haller, Jahn, Kirstein, Kolster, Luther, Mickwitz, Minckwitz, Rohde, Rudolph, Stockmann, Tobisen und Wetzer. Bereits nach wenigen Jahren übergaben sie ihre Bücher der deutschen Gemeinde als Grundstock für eine Bibliothek. Der 4. Mai 1881, der Tag, an dem Pastor Kirstein die Schenkung bekannt gab, gilt als Gründungstag der Deutschen Bibliothek. Es handelte sich um einen Bestand von circa 60 Büchern, der bis 1914 durch Zweitexemplare aus Sankt Petersburg auf 200 Bücher anwuchs.
Anfang des 20. Jahrhunderts wurden zwei weitere deutschsprachige Büchereien in Helsinki gegründet: die des Deutschen Vereins, die 1914 circa 500 Bände verzeichnete, und die der Deutschen Schule. 1927, fünfzig Jahre nach Gründung des Leserings der deutschen Gemeinde, wurden diese drei Büchereien zusammengelegt. Bei der organisatorischen Grundarbeit war Erwin Ackerknecht, ein bedeutender Organisator der öffentlichen Bibliotheken Deutschlands, als Berater tätig. Damals besaß diese neu eröffnete Deutsche Bücherei circa 2000 Bände und war jedem zugänglich. Die Bücherei setzte sich zum Ziel, erstens alle Finnland betreffende Literatur in einer besonderen Fennica-Abteilung zu sammeln und zweitens den deutschsprachigen Gemeinden außerhalb von Helsinki eine Auswahl von Büchern zur Verfügung zu stellen. Diese Ziele sind auch heute noch gültig: Die Fennica-Sammlung der Deutschen Bibliothek besteht zurzeit aus circa 4000 Bänden – und Bücher werden weiterhin per Fernleihe an andere Bibliotheken in Finnland geliefert.
Die Deutsche Bücherei hatte ihr Domizil zuerst in der Unioninkatu 19, später in der Südlichen Esplanade Nr. 12. Sie verfügte unter anderem über einen Lesesaal mit deutschsprachigen Zeitungen. Bis 1944 und 1955–59 wurde die Bibliothek von Dagmar Hernberg geleitet. Danach war Alfred Schmidt mehrere Jahrzehnte als Bibliotheksleiter tätig.
Auf Grund des finnisch-sowjetischen Waffenstillstands wurde die Bibliothek 1944 geschlossen. 1955 wurde ein Verein zur Förderung der Bekanntheit deutschsprachiger Literatur in Finnland gegründet. Dieser Verein hieß „Helsingin saksalainen kirjastoyhdistys“; seine Begründer waren Max Aue, Wilhelm Dahm, Dagmar Hernberg, Pekka Katara, Emil Öhmann, Alfred Schmidt, Geert Sentzke und Kurt Stude. Neben Deutschen wurden nun auch Finnen in den Vorstand gewählt – Vorsitzender war meistens ein Universitätsprofessor. Dieser Verein ist bis heute Träger der Deutschen Bibliothek.
Die Tätigkeit der Bibliothek begann neu in den Räumen der Deutschen Schule, bis man noch im gleichen Jahr 1955 mit Unterstützung der Bundesrepublik Deutschland die jetzigen Räumlichkeiten am Kasarmitori erwerben konnte. Der damalige Bestand von circa 7000 Bänden ist mittlerweile zu einer Sammlung von über 36.000 Bänden angewachsen. Die Bibliothek stellt sich auf einer Fläche von 250 m² aus; hinzu kommen angemietete Lagerräume im Haus (circa 60 m²). Ihr Archiv umfasst auch auf ihre Arbeitsgebiete bezogene Nachlässe (Margarete Aue, Johannes Klein, Richard Kollmann, Erich Kunze, Gustav Marckwort, Heinrich Minden, Rita Öhquist).
Heute ist der größte Teil der Bestände über das Internet abrufbar; auf den Webseiten der Bibliothek findet man auch Informationen über die Veranstaltungen, über Neuerwerbungen und über die Publikationen der Bibliothek.
Die Deutsche Bibliothek gibt seit 1967 das Jahrbuch für finnisch-deutsche Literaturbeziehungen heraus, dessen Hauptakzent auf der Vermittlung zwischen finnischer und deutschsprachiger Literatur liegt. Neben Erstübersetzungen zeitgenössischer finnischer Literatur und literaturwissenschaftlichen Beiträgen, die auch andere ostseefinnische Sprachen einbeziehen, werden auch Aufsätze aus anderen Disziplinen der Humaniora veröffentlicht.
Im Jahr 2007 wurde der Deutschen Bibliothek Helsinki der Kulturpreis Deutsche Sprache verliehen.